# Actinote perfulva
Actinote perfulva är en fjärilsart som beskrevs av Jordan 1913. Actinote perfulva ingår i släktet Actinote och familjen praktfjärilar. Inga underarter finns listade i Catalogue of Life.